# 91869 Ellenjozoff
91869 Ellenjozoff è un asteroide della fascia principale. Scoperto nel 1999, presenta un'orbita caratterizzata da un semiasse maggiore pari a 3,183331 UA e da un'eccentricità di 0,070948, inclinata di 13,905077° rispetto all'eclittica.